# Gimnastyka sportowa na Letnich Igrzyskach Olimpijskich 1984 – ćwiczenia na poręczach mężczyzn
Ćwiczenia na poręczach mężczyzn na Letnich Igrzyskach Olimpijskich 1984 – jedna z konkurencji gimnastyki sportowej rozgrywana podczas igrzysk 29 lipca – 4 sierpnia 1984 w Edwin W. Pauley Pavilion w Los Angeles. Mistrzami olimpijskimi został Chińczyk Li Ning i Japończyk Kōji Gushiken.

## Wyniki

### Kwalifikacje
71 zawodników rywalizowało w obowiązkowych i dowolnych ćwiczeniach na poręczach podczas wieloboju indywidualnego 29 i 31 lipca.

### Finał
Ośmiu  gimnastyków z najlepszymi wynikami zakwalifikowało się do finału ćwiczeń wolnych 4 sierpnia, gdzie rywalizowali o medale w tej konkurencji.
| Poz. | Zawodnik        | Reprezentacja            | Kwalifikacje | Kwalifikacje | Kwalifikacje | Finał | Finał | Finał  |
| Poz. | Zawodnik        | Reprezentacja            | Obowiązkowe  | Dowolne      | Wynik        | ½Q    | Finał | Wynik  |
| ---- | --------------- | ------------------------ | ------------ | ------------ | ------------ | ----- | ----- | ------ |
| 01 ! | Kōji Gushiken   | Japonia                  | 9,90         | 9,90         | 19,80        | 9,900 | 9,950 | 19,850 |
| 01 ! | Li Ning         | Chińska Republika Ludowa | 9,80         | 10,00        | 19,80        | 9,900 | 9,950 | 19,850 |
| 03 ! | Mitch Gaylord   | Stany Zjednoczone        | 9,85         | 10,00        | 19,85        | 9,925 | 9,900 | 19,825 |
| 4    | Tong Fei        | Chińska Republika Ludowa | 9,70         | 10,00        | 19,70        | 9,850 | 9,900 | 19,750 |
| 4    | Peter Vidmar    | Stany Zjednoczone        | 9,80         | 9,90         | 19,70        | 9,850 | 9,900 | 19,750 |
| 6    | Kyoji Yamawaki  | Japonia                  | 9,75         | 9,90         | 19,65        | 9,825 | 9,900 | 19,725 |
| 7    | Emilian Nicula  | Rumunia                  | 9,70         | 9,90         | 19,60        | 9,800 | 9,700 | 19,500 |
| 8    | Josef Zellweger | Szwajcaria               | 9,75         | 9,80         | 19,55        | 9,775 | 9,600 | 19,375 |